# Crassula plegmatoides
Crassula plegmatoides är en fetbladsväxtart som beskrevs av Hans Christian Friedrich. Crassula plegmatoides ingår i släktet krassulor, och familjen fetbladsväxter. Inga underarter finns listade i Catalogue of Life.

## Bildgalleri

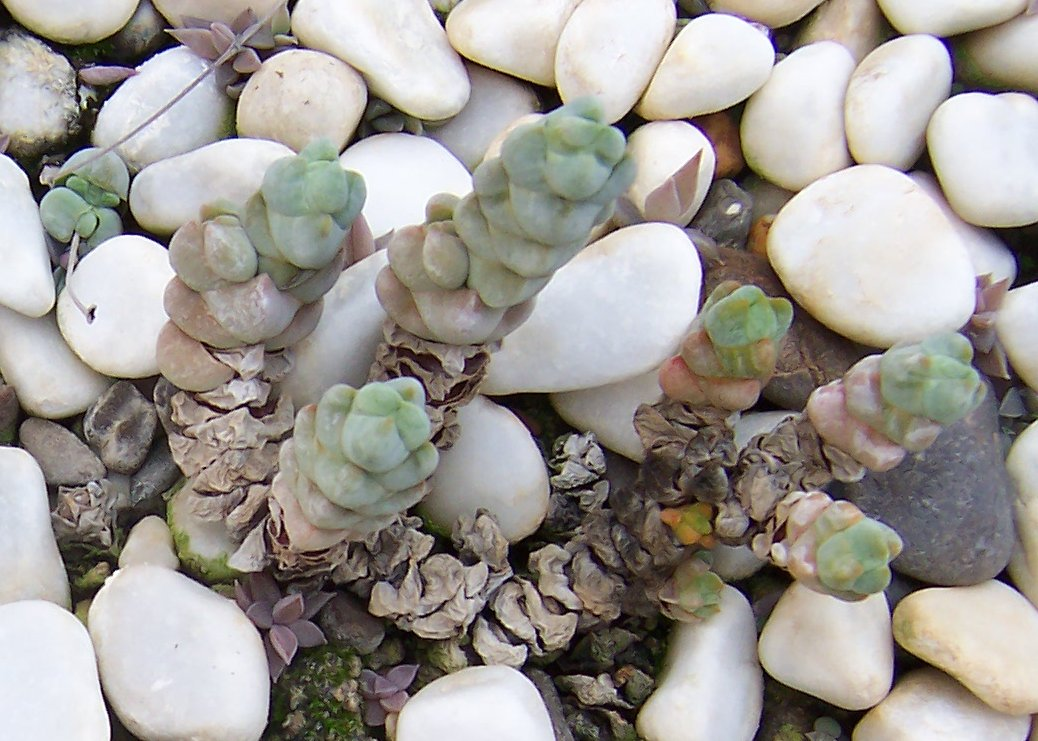